# Maximiliano Silvera
Maximiliano Joaquín Silvera Cabo (Pando, Uruguay; 5 de septiembre de 1997) es un futbolista uruguayo que juega como delantero en el Club Atlético Peñarol de la Primera División de Uruguay.

## Trayectoria

### Cerrito de la Victoria
El delantero de 1,76 metros de altura forma parte del equipo profesional del Club Sportivo Cerrito desde principios de 2015. Debutó el 21 de marzo de 2015, en la derrota en frente a Villa Española por 4-2, ingresando a los 71 minutos por Matías Ferrale. En aquel momento el club era dirigido por Ernesto Vignole. En la temporada de 2015-16 se Consagraría campeón de Tercera Categoría de Uruguay disputando 12 partidos con una asistencia.  Temporada tras temporada fue afianzándose en el equipo titular, terminando siendo capitán del equipo y máximo goleador en 2020 donde se coronaría campeón de Segunda División de Uruguay, ascendiendo a la máxima categoría en el 2021, donde se consagraría como máximo goleador en dicha temporada, lo que llevo su pase al exterior.

### Juárez
Tras su gran temporada en el campeonato uruguayo de 2021, el delantero fue cedido a préstamo al Juárez de la Liga MX. Donde disputó 24 partidos en dos temporadas. 

### Necaxa
Tras su paso por el Juárez el delantero fue cedido en una nueva ocasión al futbol mexicano, en esta ocasión pasaría al Necaxa, donde disputaría la el Apertura 2023 de la Liga MX. Disputaría 15 partidos en el club campeonísimo, logrando marcar en solo una oportunidad frente al América.

### Santos
Tras quedar libre de acción en  la temporada de 2023, el jugador llegó libre al Santos de Brasil a pedido de su compatriota Diego Aguirre, El jugador disputaría 12 partidos de la Serie A de Brasil, convirtiendo en una ocasión. la temporada no sería buena para el club brasilero la cual terminaría con el descenso del mismo.

### Peñarol
El jugador llegaría al carbonero en 2024 a pedido nuevamente de Diego Aguirre, quien había sido su primer entrenador en Santos. Debutó convirtiendo un gol de chilena en un partido clásico de carácter amistoso en la pretemporada del club. Anotó su primer gol oficial en el encuentro con Cerro, por la cuarta fecha del Campeonato Uruguayo. Consiguió su primer triplete en el partido de Copa Libertadores frente a Caracas de Venezuela en el Estadio Campeón del Siglo. Edición de la Copa Libertadores donde el club obtendría disputar instancias de semifinales, siendo el 3er goleador de la edición con 6 goles en 12 partidos. A nivel local se consagraría campeón del  Campeonato Uruguayo de Primera División 2024.

## Estadísticas

### Clubes
Actualizado hasta su último partido disputado el 9 de agosto de 2025.
| Club                    | Div.          | Temporada     | Liga  | Liga  | Liga   | Copas nacionales | Copas nacionales | Copas nacionales | Copas internacionales | Copas internacionales | Copas internacionales | Total | Total | Total  | Media goleadora |
| Club                    | Div.          | Temporada     | Part. | Goles | Asist. | Part.            | Goles            | Asist.           | Part.                 | Goles                 | Asist.                | Part. | Goles | Asist. | Media goleadora |
| ----------------------- | ------------- | ------------- | ----- | ----- | ------ | ---------------- | ---------------- | ---------------- | --------------------- | --------------------- | --------------------- | ----- | ----- | ------ | --------------- |
| C. S. Cerrito · Uruguay | 2.ª           | 2014-15       | 2     | 0     | 0      | —                | —                | —                | —                     | —                     | —                     | 2     | 0     | 0      | 0.00            |
| C. S. Cerrito · Uruguay | 3.ª           | 2015-16       | 17    | 4     | 0      | —                | —                | —                | —                     | —                     | —                     | 17    | 4     | 0      | 0.23            |
| C. S. Cerrito · Uruguay | 2.ª           | 2016          | 12    | 0     | 1      | —                | —                | —                | —                     | —                     | —                     | 12    | 0     | 1      | 0.00            |
| C. S. Cerrito · Uruguay | 2.ª           | 2017          | 32    | 7     | 2      | —                | —                | —                | —                     | —                     | —                     | 32    | 7     | 2      | 0.22            |
| C. S. Cerrito · Uruguay | 2.ª           | 2018          | 25    | 9     | 0      | —                | —                | —                | —                     | —                     | —                     | 25    | 9     | 0      | 0.36            |
| C. S. Cerrito · Uruguay | 2.ª           | 2019          | 18    | 5     | 1      | —                | —                | —                | —                     | —                     | —                     | 18    | 5     | 1      | 0.28            |
| C. S. Cerrito · Uruguay | 2.ª           | 2020          | 20    | 11    | 3      | —                | —                | —                | —                     | —                     | —                     | 20    | 11    | 3      | 0.55            |
| C. S. Cerrito · Uruguay | 1.ª           | 2021          | 30    | 21    | 3      | —                | —                | —                | —                     | —                     | —                     | 30    | 21    | 3      | 0.70            |
| C. S. Cerrito · Uruguay | Total club    | Total club    | 156   | 57    | 10     | 0                | 0                | 0                | 0                     | 0                     | 0                     | 156   | 57    | 10     | 0.36            |
| F. C. Juárez · México   | 1.ª           | C-2022        | 14    | 0     | 2      | —                | —                | —                | —                     | —                     | —                     | 14    | 0     | 2      | 0.00            |
| F. C. Juárez · México   | 1.ª           | A-2022        | 10    | 0     | 0      | —                | —                | —                | —                     | —                     | —                     | 10    | 0     | 0      | 0.00            |
| F. C. Juárez · México   | Total club    | Total club    | 24    | 0     | 2      | 0                | 0                | 0                | 0                     | 0                     | 0                     | 24    | 0     | 2      | 0.00            |
| Club Necaxa · México    | 1.ª           | C-2023        | 12    | 1     | 1      | —                | —                | —                | —                     | —                     | —                     | 12    | 1     | 1      | 0.08            |
| Club Necaxa · México    | 1.ª           | A-2023        | 3     | 0     | 0      | —                | —                | —                | 2                     | 0                     | 0                     | 5     | 0     | 0      | 0.00            |
| Club Necaxa · México    | Total club    | Total club    | 15    | 1     | 1      | 0                | 0                | 0                | 2                     | 0                     | 0                     | 17    | 1     | 1      | 0.06            |
| Santos F. C. · Brasil   | 1.ª           | 2023          | 12    | 1     | 1      | —                | —                | —                | —                     | —                     | —                     | 12    | 1     | 1      | 0.08            |
| Santos F. C. · Brasil   | Total club    | Total club    | 12    | 1     | 1      | 0                | 0                | 0                | 0                     | 0                     | 0                     | 12    | 1     | 1      | 0.08            |
| C. A. Peñarol · Uruguay | 1.ª           | 2024          | 32    | 9     | 3      | 2                | 0                | 1                | 12                    | 6                     | 2                     | 46    | 15    | 6      | 0.33            |
| C. A. Peñarol · Uruguay | 1.ª           | 2025          | 22    | 8     | 2      | 1                | 0                | 0                | 6                     | 2                     | 0                     | 29    | 10    | 2      | 0.34            |
| C. A. Peñarol · Uruguay | Total club    | Total club    | 54    | 17    | 5      | 3                | 0                | 1                | 18                    | 8                     | 2                     | 75    | 25    | 8      | 0.33            |
| Total carrera           | Total carrera | Total carrera | 261   | 76    | 19     | 3                | 0                | 1                | 20                    | 8                     | 2                     | 284   | 84    | 22     | 0.30            |
| 1. 2.                   |               |               |       |       |        |                  |                  |                  |                       |                       |                       |       |       |        |                 |

#### Tripletes
| Partidos en los que anotó tres o más goles | Partidos en los que anotó tres o más goles | Partidos en los que anotó tres o más goles | Partidos en los que anotó tres o más goles | Partidos en los que anotó tres o más goles | Partidos en los que anotó tres o más goles | Partidos en los que anotó tres o más goles |
| N.º                                        | Fecha                                      | Estadio                                    | Partido                                    | Goles                                      | Resultado                                  | Competición                                |
| ------------------------------------------ | ------------------------------------------ | ------------------------------------------ | ------------------------------------------ | ------------------------------------------ | ------------------------------------------ | ------------------------------------------ |
| 1                                          | 18 de junio de 2021                        | Parque Capurro, Montevideo                 | Fénix – Cerrito                            |                                            | 1 – 3                                      | Torneo Apertura 2021                       |
| 2                                          | 10 de abril de 2024                        | Campeón del Siglo, Montevideo              | Peñarol – Caracas                          |                                            | 5 – 0                                      | Copa Libertadores 2024                     |

## Palmarés

### Títulos nacionales
| Título                   | Club          | País    | Año     |
| ------------------------ | ------------- | ------- | ------- |
| Segunda División Amateur | C. S. Cerrito | Uruguay | 2015-16 |
| Segunda División         | C. S. Cerrito | Uruguay | 2020    |
| Primera División         | C. A. Peñarol | Uruguay | A-2024  |
| Primera División         | C. A. Peñarol | Uruguay | C-2024  |
| Campeonato Uruguayo      | C. A. Peñarol | Uruguay | 2024    |
| Torneo Intermedio        | C. A. Peñarol | Uruguay | 2025    |

### Distinciones individuales
| Distinción                                         | Año  |
| -------------------------------------------------- | ---- |
| Máximo goleador de la Segunda División (11 goles)  | 2020 |
| Máximo goleador del Torneo Clausura (10 goles)     | 2021 |
| Máximo goleador del Campeonato Uruguayo (21 goles) | 2021 |